# 金鷹商貿集團

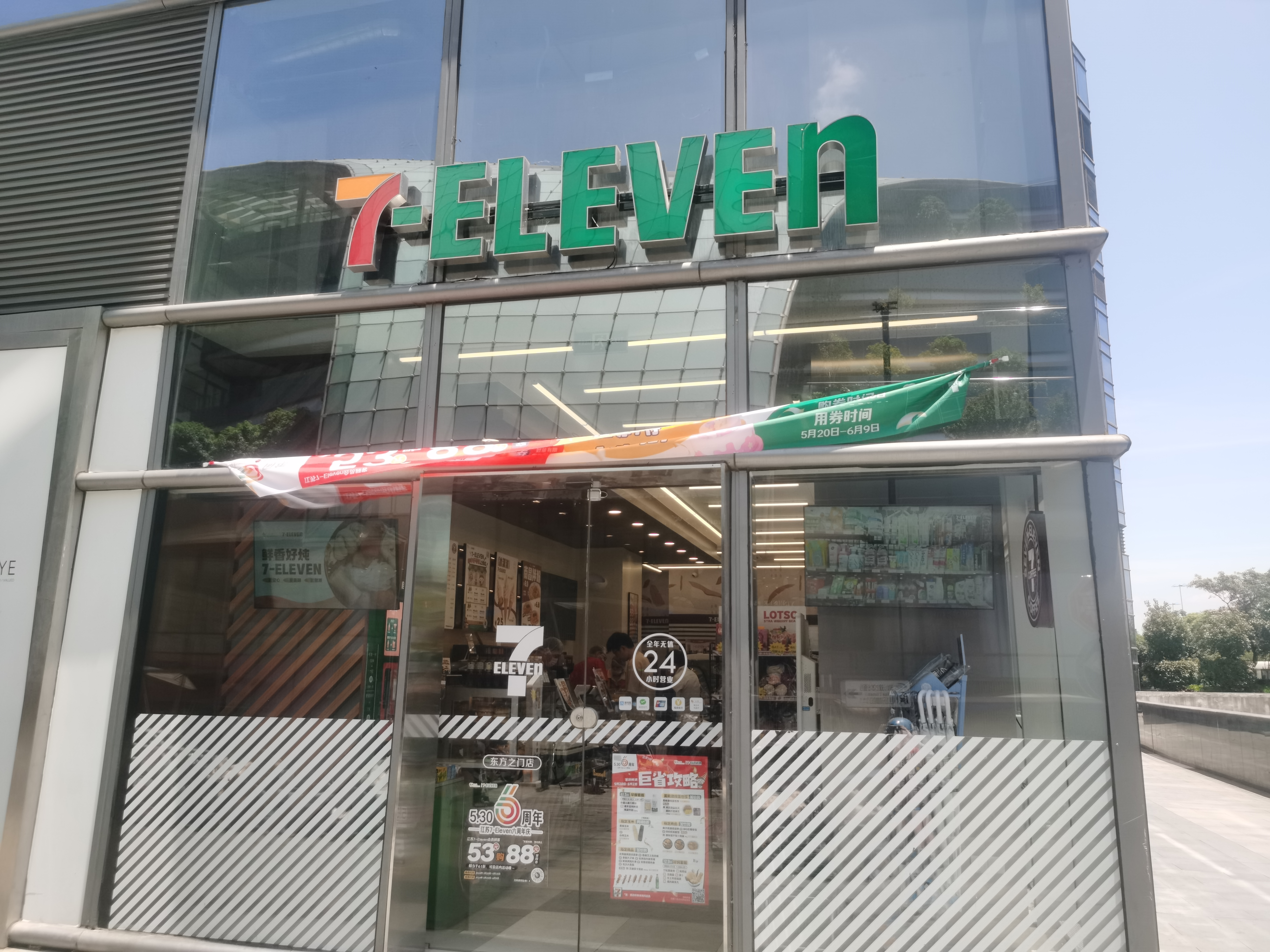
位于苏州工业园区东方之门的7-Eleven，由金鷹商貿集團经营

金鷹商貿集團有限公司 （俗稱金鷹商貿集團，港交所除牌前：3308）是一家在香港交易所上市的零售業公司。集團在中國開發及經營時尚高級連鎖百貨店。
由美國投資公司美國泛太平洋控股有限公司和金鷹國際集團（兩者為美籍華人王恒成立）合資成立。
公司在開曼群島註冊，主席為王恒，2006 年純利為  1.58 億元。
本集團擁有江苏省、陕西省和云南省共拥有9间连锁分店，包括南京、南通、扬州、苏州、徐州、泰州及西安、昆明等地區。2017年11月30日，金鷹商貿集團获得7-Eleven江苏地区20年經營權。
2023年10月9日，金鷹商貿集團因完成私有化，从港交所退市。

## 大股东
- 王恒家族68.36%